# Молодёжное (Одесская область)
Молодёжное (укр. Молодіжне) — село, относится к Одесскому району Одесской области Украины.
Население по переписи 2001 года составляло 2680 человек. Почтовый индекс — 67840. Телефонный код — 4851. Занимает площадь 2,067 км². Код КОАТУУ — 5123782001.

## Транспорт
Через Молодёжное проходит пригородный маршрут № 6 (Черноморск — Молодёжное — Аккаржа).

## Местный совет
67840, Одесская обл., Одесский р-н, с. Молодёжное, ул. Октябрьская, 2а

## Громада
25 октября 2020 года в ходе местных выборов на Украине село Молодёжное и пгт Великодолинское были объединены и создана Великодолинская ТГ.